# 網球王子音樂劇
網球王子音樂劇（ミュージカル・テニスの王子様）是改編自日本漫畫家許斐剛所繪的少年漫畫『網球王子』的音樂劇，日本粉絲通稱為テニミュ（Tenimyu），華人區的粉絲稱它為網舞，在台灣的中文官方網站也稱為網音。目前此音樂劇已經在日本、台灣、中國、韓國，甚至是美國都有支持它的廣大粉絲。

## 網音特色

### 安可曲
別於一般的舞台劇，在網舞的每場公演最後謝幕後都固定唱安可曲，青學初代時因為不二周助役的KIMERU本身有為動畫"網球王子"獻唱片頭曲和片尾曲，因此在初代時安可曲都由KIMERU主唱，其他演員則是在後跳舞，而從了二代之後則是有On My Way和F・G・K・S兩首，這是網舞和其他舞台劇不同的特色，有關安可曲的部分請看"歷代公演安可曲"

### 兩大重要特色

#### Dream Live演唱會
較於其他一般音樂劇較不同的是，每一年都會辦一次Dream Live演唱會，粉絲又稱它為DL，基本上是每演完兩輪的公演就有一次的演唱會（例如：The Imperial Match 冰帝學園→The Imperial Match 冰帝學園 in winter 2005-2006→コンサート Dream Live 3rd），除了Dream Live 1st以外，每一次的演唱會都會找來前幾次的他校演員一起出場，但是因為每位演員都還有各自的工作，所以不一定每一次都一起出場，但演唱會前第一次在公演中露面的他校演員，在該次演唱會中通常會全員到齊，演唱會中還會出現歷代公演的經典歌曲。每一次的演唱會，都會特別為青學的成員作一首抒情曲，而他校軍除了初代的氷帝有抒情曲以外，其它他校軍皆沒有抒情曲。

#### 畢業機制
這是網舞的特色之一。大致上青學除了初代的成員以外，其他歷代的成員每1年半會交替一次，但是根據契約的不同，並不是每個人都會一起畢業。宣佈換代的公演，粉絲稱為「畢業公演」；假如是Dream Live的演唱會，粉絲稱為「畢業演唱會」；大千秋樂，不論是公演或演唱會，則通稱為「卒業式」。不過，只有青學有畢業機制，他校成員替換不被稱為「畢業」，也沒有特別的儀式。除了DL7為網舞第一季的結束，其它他校成員也皆為最後一次演出，那時才可以明顯感覺有"真正"畢業的感覺

## 原著與各公演對照表
| 公演                                               | 對戰學校       | 場面             | 原著漫畫        |
| -------------------------------------------------- | -------------- | ---------------- | --------------- |
| ミュージカル『テニスの王子様』                     | 青學校隊       | 校內排名賽       | 第1集 – 第2集   |
| ミュージカル『テニスの王子様』2003年夏追加公演     | 青學校隊       | 校內排名賽       | 第1集 – 第2集   |
| Remarkable 1st Match 不動峰                        | 不動峰中學     | 地區預賽・決賽   | 第3集 – 第5集   |
| More than Limit 聖ルドルフ学院                     | 聖魯道夫學院   | 東京都大会・複賽 | 第7集 – 第9集   |
| in winter 2004-2005 side 山吹 feat. 聖ルドルフ学院 | 山吹中學       | 東京都大賽・決賽 | 第10集 – 第13集 |
| The Imperial Match 氷帝学園                        | 冰帝學園       | 關東大賽・第一輪 | 第13集 – 第18集 |
| The Imperial Match 氷帝学園 in winter 2005-2006    | 冰帝學園       | 關東大賽・第一輪 | 第13集 – 第18集 |
| Advancement Match 六角 feat. 氷帝学園              | 六角中學       | 關東大賽・準決賽 | 第20集 – 第21集 |
| Absolute King 立海 feat.六角 First Service         | 立海大附属中學 | 關東大賽・決賽   | 第21集 – 第27集 |
| Absolute King 立海 feat.六角 Second Service        | 立海大附属中學 | 關東大賽・決賽   | 第21集 – 第27集 |
| Progressive Match 比嘉 feat.立海                   | 比嘉中學       | 全國大賽・二回戦 | 第29集 – 第31集 |
| The Imperial Presence 氷帝feat.比嘉                | 冰帝學園       | 全國大賽・複賽   | 第32集 – 第35集 |
| The Treasure Match 四天寶寺 feat. 氷帝             | 四天寶寺中學   | 全国大賽・準決賽 | 第35集 – 第39集 |
| The Final Match 立海 First feat. 四天宝寺          | 立海大附属中學 | 全國大賽・決賽   | 第39集 – 第42集 |
| The Final Match 立海 Second feat. The Rivals       | 立海大附属中學 | 全國大賽・決賽   | 第39集 – 第42集 |

## 公演一覽表
ミュージカル『テニスの王子様』
東京：2003年4月30日 - 5月5日 IN 東京藝術劇場
ミュージカル『テニスの王子様』2003年夏追加公演
東京：2003年8月7日 - 8月8日 IN 日本青年館大ホール
大阪：2003年8月13日 - 8月15日 IN サンケイホール
Remarkable 1st Match 不動峰公演
東京：2003年12月30日 - 2004年1月1日 IN ゆうぽうと簡易保険ホール
大阪：2004年1月3日 - 1月5日 IN メルパルクホール
ミュージカル『テニスの王子様』コンサート Dream Live 1st
東京：2004年6月13日 IN 東京体育館
More than Limit 聖ルドルフ学院公演
東京：2004年7月29日 - 8月8日 IN 東京芸術劇場 中ホール
神戶：2004年8月11日 - 8月15日 IN 新神戸オリエンタル劇場 || -
in winter 2004-2005 side 不動峰 ～special match～
東京2004年12月29日 - 2005年1月2日 IN 東京芸術劇場 中ホール
in winter 2004-2005 side 山吹 feat. 聖ルドルフ学院
大阪：2005年1月8日 - 1月10日 IN 大阪メルパルクホール
東京：2005年1月20日 - 1月23日 IN 東京メルパルクホール
ミュージカル『テニスの王子様』コンサート Dream Live 2nd
東京：2005年5月4日 IN 東京ベイNKホール
The Imperial Match 氷帝学園公演
東京：2005年8月8日 - 2005年8月14日 IN 日本青年館　大ホール
大阪：2005年8月17日 - 2005年8月20 IN 大阪メルパルクホール
The Imperial Match 氷帝学園 in winter 2005-2006
東京：2005年12月19日 - 12月25日 IN 日本青年館　大ホール
大阪：2005年12月28日 - 2006年1月2日 IN 大阪メルパルクホール
ミュージカル『テニスの王子様』コンサート Dream Live 3rd
お台場：2006年3月28日 - 3月29日 IN Zepp Tokyo
Advancement Match 六角 feat. 氷帝学園
東京：2006年8月3日 - 8月13日 IN 日本青年館 大ホール
大阪：2006年8月16日 - 8月19日 IN 大阪メルパルクホール
名古屋：2006年8月24日 - 8月27日 IN 名鉄ホール
Absolute King 立海 feat. 六角～First Service
東京：2006年12月13日 - 12月25日 IN 日本青年館　大ホール
大阪：2006年12月28日 - 2007年1月8日 IN 大阪メルパルクホール
香川：2007年1月11日 - 1月14日 IN 香川県県民ホール　アクトホール
東京：2007年1月18日 - 1月21日 IN サンシャイン劇場
名古屋：2007年1月25日 - 1月27日 IN 名古屋市民会館 中ホール
ミュージカル『テニスの王子様』コンサート Dream Live 4th
東京：2007年3月30日 - 3月31日 IN パシフィコ横浜　国立大ホール
大阪：2007年5月17日 - 5月20日 IN 梅田芸術劇場シアター・ドラマシティ
Absolute King 立海 feat. 六角 ～Second Service
東京：2007年8月2日 - 8月15日 IN 日本青年館　大ホール
大阪：2007年8月18日 - 8月25日 IN メルパルクホール
香川：2007年8月28日 - 8月29日 IN 香川県県民ホール　グランドホール
福岡：2007年9月1日 - 9月2日 IN 福岡市民会館　大ホール
岐阜：2007年9月7日 - 9月9日 IN 岐阜市民会館　大ホール
The Progressive Match 比嘉 feat. 立海
東京：2007年12月12日 - 12月25日 IN 日本青年館 大ホール
大阪：2007年12月28日 - 2008年1月6日 IN 大阪メルパルクホール
香川：2008年1月11日 - 1月14日 IN 香川県県民ホール　アクトホール（小ホール）
愛知：2008年1月17日 - 1月20日 IN 中京大学文化市民会館プルニエホール（旧：名古屋市民会館　中ホール）
石川：2008年1月25日 - 1月27日 IN こまつ芸術劇場うらら　大ホール
福岡：2008年1月31日 - 2月3日 IN ももちパレス福岡県立ももち文化センター　大ホール
岩手：2008年2月9日 - 2月11日 IN 一関文化センター　大ホール
ミュージカル『テニスの王子様』コンサート Dream Live 5th
東京：2008年5月17日 - 5月18日 IN 横滨体育馆
大阪：2008年5月24日 - 5月25日 IN 神戸ワールド記念ホール
The Imperial Presence 氷帝 feat. 比嘉
東京：2008年7月29日 - 8月17日 IN 日本青年館 大ホール
大阪：2008年8月20日 - 8月24日 IN 大阪メルパルクホール
廣島：2008年8月30日 - 8月31日 IN 広島厚生年金会館
福岡：2008年9月5日 - 9月6日 IN 福岡市民会館 大ホール
新潟：2008年9月13日 - 9月15日 IN 新潟県民会館 大ホール
長野：2008年9月19日 - 9月21日 IN 長野市民会館
福島：2008年9月26日 - 9月28日 IN 南相馬市民文化会館 大ホール
愛知：2008年10月3日 - 10月5日 IN 愛知県勤労会館 講堂
台灣：2008年10月10日 - 10月12日 IN Novel Hall新舞台
韓國：2008年10月17日 - 10月19日 IN COEX
東京凱旋：2008年10月30日 - 11月3日 IN 東京芸術劇場 中ホール
The Treasure Match 四天宝寺 feat. 氷帝
東京：2008年12月13日 - 12月25日 IN 日本青年館 大ホール
大阪：2008年12月28日 - 2009年1月4日 IN 大阪メルパルクホール
静岡：2009年1月10日 - 1月12日 IN 清水文化センータ 大ホール
金沢：2009年1月17日 - 1月18日 IN 石川厚生年金会館
名古屋：2009年1月23日 - 1月25日 IN 愛知県勤労会館 講堂
福岡：2009年2月6日 - 2月7日 IN 福岡市民会館 大ホール
広島：2009年2月6日 - 2月7日 IN 広島厚生年金会館
下関：2009年2月21日 - 2月22日 IN 下関市民会館 大ホール
盛岡：2009年2月28日 - 3月1日 IN 岩手県民会館 大ホール
台灣：2009年3月20日 - 3月22日 IN Novel Hall 新舞台
東京凱旋：2009年3月26日 - 3月31日 IN 日本青年館 大ホール
ミュージカル『テニスの王子様』コンサート Dream Live 6th,
東京：2009年5月2日 - 5月3日 IN 東京体育館
神戶：2009年5月9日 - 5月10日 IN 神戸ワールド記念ホール
The Final Match 立海 First feat. 四天宝寺
東京：2009年7月30日 - 8月16日 IN 日本青年館 大ホール
大阪：2009年8月19日 - 8月26日 IN 大阪メルパルクホール
広島：2009年8月29日 - 8月30日 IN 広島厚生年金会館
名古屋：2009年9月4日 - 9月6日 IN 愛知県勤労会館 講堂
仙台：2009年9月19日 - 9月21日 IN イズミティ21
福岡：2009年9月26日 - 9月27日 IN 福岡市民会館 大ホール
東京凱旋：2009年10月1日 - 10月4日 IN JCB HALL
The Final Match 立海 Second feat. The Rivals
東京：2009年12月17日 - 12月24日 IN 日本青年館 大ホール
大阪：2009年12月27日 - 2010年1月11日 IN 大阪メルパルクホール
名古屋：2010年1月15日 - 1月17日 IN 中京大学文化市民会館 プルニエホール
金沢：2010年1月29日 - 1月30日 IN 本多の森ホール(石川厚生年金会館)
広島：2010年2月5日 - 2月7日 IN 広島厚生年金会館
福岡：2010年2月12日 - 2月13日 IN 福岡サンパレス
仙台：2010年2月20日 - 2月21日 IN 名取市文化会館　大ホール
東京凱旋：2010年2月26日 - 3月14日 IN JCB HALL
ミュージカル『テニスの王子様』コンサート Dream Live 7th
神戶：2010年5月7日 - 5月9日 IN 神戸ワールド記念ホール
横浜：2010年5月20日 - 5月23日 IN 横滨体育馆

## 歷代網音演員出演陣容
以下為第一季演員資訊，其他演員資訊請參閱「網球王子音樂劇第二季」及「網球王子音樂劇第三季」及「網球王子音樂劇第四季」

### 青春學園演員陣容

#### 青学初代演員陣容（初演 - 不動峰再演）
- 越前龍馬：柳浩太郎（03年冬因意外而暫停、Dream Live 7特別出演）、Kimeru（2003年不動峰代演）、遠藤雄弥（Dream Live 1 - Dream Live 2）
- 手塚國光：滝川英治(Dream Live 7特別出演)、大口兼悟（聖魯道夫）
- 大石秀一郎：土屋裕一(Dream Live 7出演)
- 不二周助：Kimeru(Dream Live 7特別出演)、永山たかし（2003年不動峰代演）
- 菊丸英二：一太郎（初演、2003年不動峰代演）、永山たかし(Dream Live 7特別出演)
- 乾貞治：青山草太(Dream Live 7特別出演)
- 河村隆：阿部よしつぐ、森本亮治（追加公演）、北村栄基（聖魯道夫、Dream Live 7特別出演）
- 桃城武：森山栄治(Dream Live 7特別出演)
- 海堂薫：郷本直也(Dream Live 7特別出演)
- 堀尾聰史：石橋裕輔
- 加藤勝郎：豊永利行
- 水野勝雄：堀田勝

※2003年冬天的不動峰公演，由於柳浩太郎發生意外退場，在時間緊迫下改由Kimeru飾演越前龍馬、永山たかし飾演不二周助、一太郎飾演菊丸英二。
※2004年冬天的不動峰公演，柳浩太郎和遠藤雄彌飾演龍馬，不過並不是每場交替演出，而是每一幕分別由兩人輪流演出。

#### 青学2代演員陣容（山吹 - Dream Live 3）
- 越前龍馬：柳浩太郎、遠藤雄弥（Dream Live 1 - Dream Live 2）
- 手塚國光：城田優
- 大石秀一郎：鈴木裕樹
- 不二周助：相葉弘樹
- 菊丸英二：足立理
- 乾貞治：荒木宏文
- 河村隆：小谷嘉一
- 桃城武：加治将樹
- 海堂薫：鯨井康介
- 堀尾聰史：石橋裕輔
- 加藤勝郎：豊永利行
- 水野勝雄：堀田勝

#### 青学3代演員陣容（六角 - 立海）
- 越前龍馬：桜田通
- 手塚國光：南圭介
- 大石秀一郎：瀧口幸廣
- 不二周助：相葉弘樹
- 菊丸英二：瀬戸康史
- 乾貞治：中山麻聖
- 河村隆：渡部紘士
- 桃城武：高木心平
- 海堂薫：鯨井康介（六角）、柳下大
- 堀尾聰史：原将明
- 加藤勝郎：毛利友哉（六角）、川本稜
- 水野勝雄：岡本雄輝（六角）、江口紘一

※2006年夏天的六角公演，田﨑敬浩（現在:EXILE・TAKAHIRO）以「健康狀況不良」的理由退場。由於臨近公演，只能改由已畢業的鯨井康介回來飾演海堂薰。然而田﨑敬浩在發表退場的幾天後，隨即參加「EXILE Vocal Battle Audition 2006～ASIAN DREAM～」。之後便以TAKAHIRO這個名字正式加入EXILE。

#### 青学4代演員陣容（比嘉 - Dream Live6）
- 越前龍馬：阪本奬悟
- 手塚國光：渡辺大輔
- 大石秀一郎：豊田裕也
- 不二周助：古川雄大
- 菊丸英二：浜尾京介
- 乾貞治：高橋優太
- 河村隆：小笠原大晃（比嘉、DL5）、孔大維
- 桃城武：牧田哲也
- 海堂薫：柳下大（比嘉、DL5）、平田裕一郎
- 堀尾聰史：原将明（比嘉、DL5）、山田諒
- 加藤勝郎：川本稜（比嘉、DL5）、伊藤翼
- 水野勝雄：江口紘一

※比嘉公演中，海堂薫的角色由柳下大和平田裕一郎交替演出。
※柳下大於DL5畢業。
※冰帝（全國）公演10月前由4代和5代交替演出，10月後全由4代負責演出。
※冰帝（全國）10月以後的公演，不二周助由相葉弘樹及古川雄大交替演出
※四天寶寺公演由4代負責2月之前的公演。

#### 青学5代演員陣容（全國冰帝 - Dream Live 7 )
- 越前龍馬：高橋龍輝
- 手塚國光：馬場良馬
- 大石秀一郎：辻本祐樹
- 不二周助：橋本汰斗
- 菊丸英二：高崎翔太
- 乾貞治：新井裕介
- 河村隆：張乙紘
- 桃城武：延山信弘
- 海堂薫：林明寛
- 堀尾聰史：丸山隼
- 加藤勝郎：平井浩基
- 水野勝雄：渡邊将史(冰帝(全國))、高橋里央

※冰帝（全國）公演10月前由4代和5代交替演出。
※原5代的不二周助在冰帝(全國)公演前因意外而退場，由相葉弘樹作為救場演員。
※四天寶寺公演由5代負責2月之後的公演。

#### 青学其他演員陣容(初回)
- 荒井將史：森川次朗
- 池田雅也：構井晃道

### 冰帝演員陣容
由於大多數的粉絲還是會將冰帝分代，因此在此特別將他特別獨立出初代及二代

#### 冰帝初代演員陣容（青學：2代、3代、4代、5代）
- 跡部景吾：加藤和樹(僅參與全國A的愛知公演、台灣公演、韓國公演及東京凱旋公演，因此並未與青學五代有直接接觸)
- 忍足侑士：斎藤工(僅參與全國A的愛知公演、台灣公演、韓國公演及東京凱旋公演，因此並未與青學五代有直接接觸)
- 向日岳人：青柳塁斗（全國A）
- 冥戸亮：鎌苅健太（全國A）
- 芥川慈郎：Takuya（全國A）
- 樺地崇弘：鷲見亮（全國A）
- 鳳長太郎：伊達晃二(全國大賽篇並未參加，因此全國篇由二代的瀬戸祐介加入，台灣公演部份由李湧恩負責演出)
- 日吉若：河合龍之介(全國A公演期間因私人問題，因此這期間由二代的細貝圭代替演出)

#### 冰帝2代演員陣容（青學：4代、5代）
- 跡部景吾：久保田悠来(全國A、全國立海The Final Match、Dream Live 7出演)、井上正大(全国B)
- 忍足侑士：秋山真太郎(全國A、B)
- 向日岳人：福山聖二(全國B)
- 冥戸亮：村井良大(全國B)
- 芥川慈郎：内藤大希(全國B)
- 樺地崇弘：川田穣二(全國B)
- 鳳長太郎：瀬戸祐介(全國A)、李湧恩(全國B)
- 日吉若：細貝圭(全国B、全國立海The Final Match、Dream Live 7出演)

關於冰帝（全國）公演
※ 由A、B兩組交替演出。
※ 2008年10月起，由加藤和樹飾演跡部景吾；齋藤工飾演忍足侑士（久保田悠来、井上正大、秋山真太郎負責2008年7月 - 9月）
※ 愛知、台灣、韓國及東京凱旋公演由A組冰帝負責演出，不過台灣公演鳳長太郎改為李湧恩負責。

### 立海演員陣容
因立海到全國公演之後出現所謂的W CAST，為了方便瀏覽者瀏覽，因此特別獨立分為關東大賽和全國大賽兩部分，不過如果真的硬要分，也可以把它分為初代和二代

#### 立海關東大賽演員陣容（青学：3代、4代）
- 真田弦一郎：兼崎健太郎
- 幸村精市：八神蓮
- 柳蓮二：小野健斗
- 柳生比呂士：馬場徹
- 仁王雅治：中河内雅貴
- 胡狼桑原：夕輝壽太
- 丸井聞太：桐山漣
- 切原赤也：大河元氣

#### 立海全國大賽演員陣容（青学：5代）
- 真田弦一郎：兼崎健太郎
- 幸村精市：增田俊樹
- 柳蓮二：山沖勇輝
- 柳生比呂士：馬場徹、小野田 龍之介(支援CAST)
- 仁王雅治：中河内雅貴、和田泰右(支援CAST)
- 胡狼桑原：戸田慎吾
- 丸井聞太：紅葉美緒
- 切原赤也：大河元氣、西村光明(支援CAST)

※全國大賽篇前戰(The Final Match 立海 First feat.四天寶寺) 飾演真田弦一郎一角的兼崎健太郎，在福岡公演時曾因身體不適而使公演一度停演。
※幾位支援CAST（也就是W CAST）：在所有場次中，有某幾天是由支援CAST出演。（夏季以MAIN為主，但冬季公演和Dream Live是支援CAST出場較多）

### 四天寶寺演員陣容
因四天寶寺同時出了兩組演員，為了方便瀏覽者瀏覽，所以特別獨立出A、B組

#### 四天寶寺A組演員陣容（青学：4代、5代）
- 白石藏之介：春川恭亮
- 千歲千里：磯貝龍虎
- 金色小春：西山丈也
- 一氏裕次：平野良
- 忍足謙也：植原卓也
- 石田 銀：広瀬友祐
- 財前 光：佐藤永典
- 遠山金太郎：木戸邑弥

#### 四天寶寺B組演員陣容（青学：4代、5代）
- 白石藏之介：佐々木喜英
- 千歲千里：大山真志
- 金色小春：飯泉学
- 一氏裕次：植野堀まこと
- 忍足謙也：水田航生
- 石田 銀：米山雄太
- 財前 光：川隅美慎 、佐藤永典
- 遠山金太郎：河原田巧也

※B組財前 光役川隅美慎在演完The Treasure Match 四天寶寺 feat. 氷帝公演後，因不明原因而退出B組陣容，因此Dream Live 6th上，B組的財前 光由A組的佐藤永典來擔當演出，此後的公演A、B兩組組的財前 光役就固定由佐藤永典演出

### 不動峰演員陣容（青學：初代）
- 橘桔平：菅原卓磨(03年不動峰)、YOH、北代高士(四天寶寺A)
- 伊武深司：小西遼生、太田基裕(全國立海The Final Match)
- 神尾彰：松井靖幸(03年不動峰)、藤原祐規
- 石田鐵：宮野真守
- 櫻井雅也：高木俊

※四天寶寺公演「橘桔平」這角色由YOH（四天寶寺B）及北代高士（四天寶寺A）兩人負責。

### 聖魯道夫演員陣容（青學：初代、2代）
- 観月初：塩澤英真
- 不二裕太：KENN(全國立海The Final Match、Dream Live 7出演)
- 赤澤吉朗：青木堅治
- 柳澤慎也：篠田光亮
- 木更津淳：加藤良輔
- 金田一郎：大竹佑季

### 山吹演員陣容（青學：2代）
- 千石清純：和田正人
- 亞久津仁：寿里(四天寶寺B、全國立海The Final Match、Dream Live 7出演)

清水良太郎（四天寶寺A、全國立海The Final Match、Dream Live 7出演）
- 南健太郎：矢崎広
- 東方雅美：林伊織
- 室町十次：柳澤貴彦
- 壇太一：川久保雄基

※ 四天寶寺公演亞久津仁這角色由寿里（四天寶寺B）及清水良太郎（四天寶寺A）兩人負責。
※ 全國立海The Final Match公演亞久津仁這角色由寿里及清水良太郎兩人交替演出。

### 六角演員陣容（青學：3代、4代）
- 葵剣太郎：川原一馬
- 佐伯虎次郎：伊礼彼方
- 樹希彦：池上翔馬
- 天根光：汐崎アイル(Dream Live 7出演)
- 黒羽春風：進藤学
- 木更津亮：加藤良輔(Dream Live 7出演)

### 比嘉演員陣容（青学：3代、4代）
- 木手永四郎：Luke.C
- 知念寛：林野健志
- 平古場凛：齋藤ヤスカ
- 甲斐裕次郎：篠谷聖、今井恒允
- 田仁志慧：松崎裕(全國立海The Final Match、Dream Live 7出演)

※飾演甲斐裕次郎的篠谷聖於比嘉・香川公演（2008年1月11日 - 14日）、愛知公演（2008年1月17日 - 20日）暫時退場。其間由今井恒允代演。

### 其他
- 越前南次郎：上島雪夫（特別出演）、本山新之助 (全國立海The Final Match、DL7)
- 榊太郎：上島雪夫（特別出演）
- 林大介：長内正樹
- 佐佐部：かつお、松村武司

## 歷代青學的畢業曲
專門為歷代青學所打造的畢業曲，在粉絲圈中也稱為"鎮魂歌"，在網音七年下來，就只有青學有屬於自己的畢業曲，而他校軍除了冰帝初代以外，其他學校皆沒有抒情曲。
- 初代：NOW&FOREVER
- 二代：クリスタル (CRYSTAL)
- 三代：TOP OF THE STEAGE FOR THE TENNIS
- 四代：俺達の合言葉 (我們的暗號)
- 五代：DESTINY

特別補充冰帝初代：SEASON (此曲為官網人氣歌曲排行榜冠軍)

## 歷代公演安可曲
| 歌曲          | 初唱           | 日前狀況                 | 備註 |
| ------------- | -------------- | ------------------------ | --- |
| You Got Game  | 初演           | 只沿用到初代畢業         | 由於初代不二周助役的Kimeru本身是動畫網球王子片尾歌曲的原唱人，因此初代當時的安可曲皆由Kimeru主唱 |
| Make You Free | Dream Live 1st | 只有在Dream Live 1st唱過 | 原因同You Got Game |
| On My Way     | 冰帝學園冬公演 | 沿用至Dream Live 7th結束 | 這首歌在正式公演中只用到青學三代畢業，此後這首歌都只出現在Dream Live的演唱會中，或者是偶爾會在正式公演的大千秋樂出現，在Dream Live 7的演唱會中將這首歌傳唱回初代青學，也是網舞所有安可曲中唯一一首歷代青學皆唱過的歌曲，第二季的演唱會暫時不會沿用 |
| F・G・K・S    | Dream Live 4th | 沿用至Dream Live 7th結束 | 從青學三代畢業之後一直到現在，都為正式公演及Dream Live中的重點安可曲，第二季的演唱會暫時不會沿用 |

## Dream Live 相關

### Dream Live 3rd
這次的演唱會是第一次邀請到過去的cast當嘉賓，但只限於千秋樂。
2006年3月29日
夜：遠藤雄弥（W越前龍馬 役）、Kimeru（初代不二周助 役）、永山たかし（初代菊丸英二 役）

### Dream Live 7th
這次的DL7演唱會有別於過去的DL演唱會，這次的演唱會是青學5代的畢業演唱會，同時也是網舞1st這七年下來的公演的最後一次演唱會，所有11場的演唱會都邀請代歷代的Cast來當該場次的嘉賓，初代青學也回到這個熟悉的舞台，所有七年下來的網舞公演就在2010年5月23日的大千秋樂中畫下完美的句點。
（以下日程12:00場為昼，17:00場為夜A，19:00場為夜B，無表示當場次沒有排公演）
2010年5月7日
昼：無
夜A：無
夜B：滝口幸広（三代大石秀一郎 役）、渡部紘士（三代河村 隆 役）、相葉弘樹（二代、三代不二周助 役）、鯨井康介（二代海堂 薰 役）、青柳塁斗（初代向日岳人 役）
2010年5月8日
昼：YOH（初代橘桔 平 役）、北代高士（全國賽橘桔 平 役）、藤原祐規（初代神尾アキラ 役）、高木 俊（初代桜井雅也 役）
夜A：福山聖二（二代向日岳人 役）、村井良大（二代宍戸 亮 役）、內藤大希（二代芥川慈郎 役）、瀨戸祐介（二代鳳 長太郎 役）
夜B：無
2010年5月9日
昼：阪本奨悟、渡辺大輔、高橋優太、コン・テユ、平田裕一郎、山田 諒（四代越前リョマー、手塚国光、乾 貞治、河村 隆、海堂 薰、堀尾聡史 役）、江口紘一（三代、四代水野カツオ　役）
夜A：秋山真太郎（二代忍足侑士 役）、瀨戸祐介（二代鳳 長太郎 役）、鷲見 亮（初代樺地崇弘 役）、鎌苅健太（初代宍戸 亮 役）、河合龍之介（初代日吉 若 役）、
夜B：無
2010年5月20日
昼：無
夜A：無
夜B：Luke.C（初代木手永四郎 役）、齋藤ヤスカ（初代平古場 凛 役）、林野健治（初代知念 寛 役）
2010年5月21日
昼：無
夜A：石橋裕輔、豊永利行、堀田 勝（初代、二代堀尾聡史、加藤勝郎、水野カツオ 役）、森川次朗（荒井将史 役）
夜B：松岡佑季（初代金田一郎 役）、川久保雄基（初代壇 太一 役）、柳澤貴彥（初代室町十次 役）、林 伊織（初代東方雅美 役）
2010年5月22日
昼：渡辺大輔、豊田裕也、古川雄大、高橋優太、コン・テユ、平田裕一郎、山田 諒、伊藤 翼（四代手塚国光、大石秀一郎、不二周助、乾 貞治、河村 隆、海堂 薰、堀尾聡史、加藤勝郎 役）、江口紘一（三代、四代水野カツオ　役）
夜A：桜田 通（三代越前リョマー 役）、滝口幸広（三代大石秀一郎 役）、渡部紘士（三代河村 隆 役）、相葉弘樹（二代、三代不二周助 役）、小谷嘉一（二代河村 隆 役）、川本稜（三代加藤勝郎　役）、江口紘一（三代、四代水野カツオ　役）
夜B：無
2010年5月23日
昼：北代高士（全國賽橘桔 平 役）、高木 俊（初代桜井雅也 役）、宮野真守（初代石田 鉄 役）、川原一馬（初代葵 健太郎 役）
夜A：成田 優（二代手塚国光 役）、許斐 剛（神秘嘉賓）
夜B：無

## 製作團隊
- 主辦：Marvelous Entertainment/ NELKE PLANNING
- 製作：NELKE PLANNING
- 導演：上島雪夫
- 腳本：三ツ矢雄二（Absolute king 立海 feat.六角 Second Service之前）

三井秀樹（Progressive Match 比嘉 feat.立海之後）
- 作詞：三ツ矢雄二
- 作曲：佐橋俊彦
- 編曲：佐橋俊彦、大石憲一郎・滝千奈美
- 編舞：上島雪夫、本山新之助（從Absolute king 立海 feat.六角 Second Service起）

## 相關網站
- 官方網站（日） （页面存档备份，存于）
- 官方網站（中）
- 舞台劇視頻網站（中） （页面存档备份，存于）